# جان پمبرتون

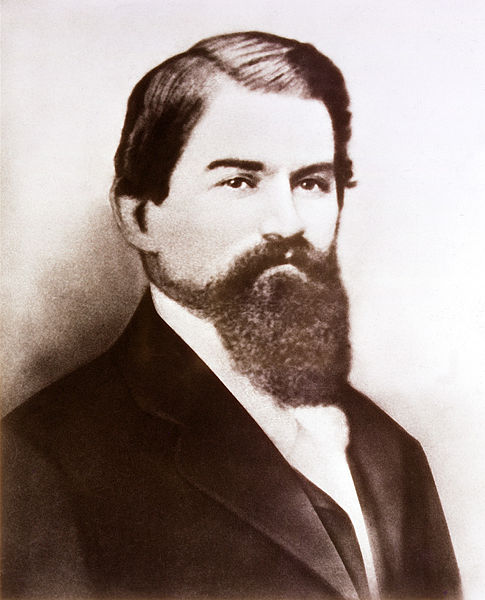
جان پمبرتون.

جان استیت پمبرتون (به انگلیسی: John Stith Pemberton) (میلادی ۱۸۳۱–۱۸۸۸) داروساز آمریکایی و مبدع نوشابه کولا است. او به علت اعتیاد دارویی درست کرد که حاوی آب گازدار و مورفین بود این محلول در داروخانه ها فروخته شد.اما بعد ها این محلول را به قیمت ۲۰۰۰ دلار به آسا جریج کندلر فروخت. سالها بعد کندلر این محلول را به عنوان نوشیدنی فروخت.که به دنبال جنگ داخلی آمریکا به مرفین اعتیاد پیدا کرده بود، دارویی درست کرد که حاوی آب گازدار و مرفین بود و با تبلیغ اینکه این شربت دارویی مقوی برای بسیاری از بیماری‌هاست آن را به داروخانه‌ها می‌فروخت.
با شروع ممنوعیت این دارو در آتلانتا، او این نوشیدنی بدون الکل را دوباره از نو فرمول‌بندی کرد و نام آن را کوکاکولا گذاشت. این نوشیدنی حاوی کوکائین (که از برگ کوکا گرفته می‌شد) و عصاره کافئین دانه کولا بود که به دکه‌های محل فروش لیموناد و سودا عرضه می‌شد. کوکائین البته در سال ۱۹۰۵ از فرمول ساخت کوکاکولا حذف شد.
پمبرتون اما کمی قبل از مرگ در سال ۱۸۸۷ روش تهیه کوکاکولا را در برابر ۲۳۰۰ دلار به آسا کندلر، تاجر آمریکایی و شهردار آتلانتا فروخت.
جالب است بدانید معنی کوکاکولا یعنی کوکائین و کولا(نوشابه)

## درگذشت

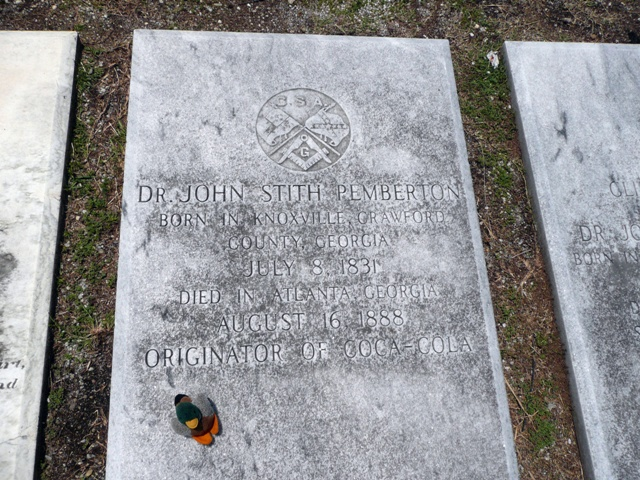
The grave of John Pemberton in Columbus, Georgia.

جان پمبرتون در اوت سال ۱۸۸۸ در اثر بیماری سرطان معده در سن ۵۷ سالگی درگذشت. در زمان فوت وی، از فقر و اعتیاد به مورفین نیز رنج می‌برد. پیکر وی به کلمبوس، جورجیا بازگردانده شد، جایی که در گورستان لینوود دفن شد. نشانگر علامت قبر او با نمادهایی نشان داده شده‌است که نشان دهنده خدمات وی در ارتش کنفدراسیون و عضویت وی در قالب یک فراماسون است.
پسرش چارلی پمبرتون بعد از آن به فروش فرمول پدرش ادامه داد، اما شش سال بعد پس از اعتیاد به تریاک درگذشت.